# Dietrich H. Litt
Dietrich H. Litt (* 1927 in Berlin; † 2025 in Weilburg) war ein deutscher Opernregisseur.
Als Kind wuchs Litt bei seinen Großeltern, Anna und Hermann Litt, in Magdeburg und Berlin auf. In seiner Jugend besuchte er das Lessing-Gymnasium in Berlin-Wedding und lernte dort in derselben Klasse wie der spätere Filmregisseur Egon Monk. 
Ab 1950 erarbeitete Litt insgesamt 101 Opernproduktionen in Theatern und Opernhäusern der DDR, letztmals in der Saison 1976/77 am damaligen Stadttheater Cottbus. Frühere Orte des beruflichen Wirkens waren Magdeburg, Stendal, Neustrelitz, Schwerin und Radebeul. Litt galt lange als Spezialist für die Interpretation der Opern von Georg Philipp Telemann. Nach Beendigung der Theaterlaufbahn wirkte Litt bis zur Auflösung der Institution 1990 an der Direktion für Theater und Orchester beim Ministerium für Kultur der DDR.
Von 1946 bis 1990 war Litt Mitglied der CDU (DDR) und seit 1972 Mitglied des Partei-Hauptvorstands.

## Schriften
- Dietrich Litt: Theater für die Jugend – gemeinsam mit der Jugend. In: Sekretariat des Hauptvorstandes der CDU (Hrsg.): Auftrag und Verantwortung des Künstlers in der entwickelten sozialistischen Gesellschaft. Bericht über die Tagung des Präsidiums des Hauptvorstandes der CDU mit Künstlern am 23. 11. 1973 in Burgscheidungen. [Berlin] 1974, S. 76 f.